# Izsák Abrabánel
Teljes nevén Izsák ben Júda Abrabánel, gyakran csak Izsák Abrabánel, Abravánel,  Abarbánel (héberül: יצחק בן יהודה אברבנאל), (Lisszabon, 1437 – Velence, 1508. szeptember 23.) késő középkori zsidó filozófus és hittudós.

## Élete és művei
Lisszabonban született. II. Ferdinánd aragóniai király pénzügyminisztereként szolgált 1484-től. Amikor zsidókat 1492-ben Hispániából kiutasították, Abrabánel Itáliába ment, és teljesen az irodalmi működésnek szentelte az idejét. Műveiben a legnehezebb kérdéseket és a legváltozatosabb témaköröket vizsgálta. Esztétikai fejlettségét és széleskörű tanultságát elárulja a könnyed, folyékony, elegáns nyelv, amellyel vizsgálta tárgyait – bár nem hatolt a problémák mélységeibe. Filozófiai nézeteiben Maimonidész híve, akinek gondolatait Hászdái ben Júda Kreszkasz vádjaival szemben védelmezett.
Abrabánel legismertebb műve az első prófétai könyvekhez írott kommentárja, amelyet a nagy terjedelem jellemez. Szenvedései hatására kezdett el foglalkozni a misztikával, többször foglalkozott a Biblia és az aggada messiási vonatkozású helyeivel. 1508-ban Velencében hunyt el.

## Magyar nyelvű fordítások
Abrabánel teljes életműve mindezideig nem rendelkezik magyar nyelvű fordítással. Kisebb szemelvények jelentek meg műveiből:
- Frisch Ármin: Szemelvények a Biblia utáni zsidó irodalomból, Pallas Irodalmi és Nyomdai Rt., Budapest, 1906 (reprint kiadás: Auktor Könyvkiadó, Budapest, 1993, ISBN 963-7780-24-6, 413 p), 356–360. oldal
- Scheiber Sándor: A feliratoktól a felvilágosodásig – Kétezer év zsidó irodalma (Zsidó irodalomtörténeti olvasmányok), Múlt és Jövő Lap- és Könyvkiadó, Budapest, 1997, ISBN 963 85697 4 3, 204–208. o.

## Egyéb külső hivatkozás
- Don Jichák Abárbánel rabbi: Ros ámáná: A hit feje: Szemben a Maimonidészi hittételekkel. Zsidó Tudományok Szabadegyeteme 6. kötet – A zsidó vallás tizenhárom hitelve. (Hozzáférés: 2016. december 19.)